# Johann Philipp von Winkelhausen
Johann Philipp von Winkelhausen (* nach 1608; † 3. Dezember 1633) war Domherr in Münster, Paderborn und Hildesheim.

## Leben
Johann Philipp von Winkelhausen entstammte dem bergischen Adelsgeschlecht von Winkelhausen und war der Sohn des Wilhelm von Winkelhausen zu Kalkum († 1638) und dessen Gemahlin Johanna von der Havelich. Am 24. Oktober 1620 nahm er die Dompräbende des verstorbenen Domscholasters Heinrich Droste zu Vischering in Besitz. Kurfürst Ferdinand ordnete an, dass zukünftig alle Begünstigten nicht ohne Zustimmung des Generalvikars resignieren dürfen. Johann Philipp gab am 14. Oktober 1624 ein Angebot, sein Kanonikat in Paderborn zu resignieren, um in Münster eine Präbende zu erwerben. Hier kam er am 26. November 1624 in den Besitz der Pfründe. Er war auch Domherr in Hildesheim. Nach seinem Tod kam Christian von Plettenberg in den Besitz der Präbende.